# Codice di buona pratica elettorale
Il Codice di buona pratica elettorale è un documento stilato dalla Commissione di Venezia e recepito dalle principali sedi sovranazionali europee come enunciato deontologico, rivolto per lo più ai legislatori nazionali ed agli organi che gestiscono il procedimento elettorale. Una sua declinazione, per altre tipologie di ricorso alle urne, ha prodotto il codice di buona pratica referendaria, pure esso riconducibile al concetto anglosassone della free and fair election.

## Storia
L'interesse delle organizzazioni internazionali per la supervisione sulla correttezza delle elezioni origina dalla dichiarazione del Consiglio dell’Unione interparlamentare resa a Parigi il 26 marzo 1994.
In precedenza le proclamazioni delle massime sedi internazionali, pur numerose, non apparivano declinate nel senso di dettare prescrizioni per la tenuta della supervisione dei processi elettorali, allo scopo di non violare la riserva di "giurisdizione domestica" degli Stati.
L'interesse fu sviluppato al Consiglio d'Europa, dove nel 1999 fu approvato il rapporto di Georges Clerfayt al fine di “Drafting a standard Code of Practice in electoral matters and the establishment of a permanent European control body”.
Vi provvide la Commissione per la Democrazia attraverso il Diritto del Consiglio d’Europa, sottoponendo il Code of good practice in electoral matters 2002 agli organi del Consiglio d'Europa: sia l'Assemblea parlamentare che il Comitato dei ministri di tale organizzazione vi aderirono con atti formali.

## Vincolatività
Partita come mera elencazione deontologica (sia pure utilizzata dall'ODHIR dell'OSCE per il monitoraggio delle elezioni), l'efficacia del Codice si è rafforzata - quasi a livello di soft law - grazie alla Corte europea dei diritti dell'uomo: essa, nella valutazione del rispetto degli obblighi assunti con la ratifica della Convenzione europea per la salvaguardia dei diritti dell'uomo e delle libertà fondamentali e dei suoi Protocolli addizionali (e segnatamente dell'articolo 3 del Primo Protocollo addizionale alla Convenzione), cita spesso tale Codice, come avvenuto nella sentenza 11 gennaio 2007, Russian conservative party of entrepreneurs e altri contro Russia, nella sentenza Demir and Baykara contro Turchia [GC] (no. 34503/97, §§ 74-75, ECHR 2008) e nella sentenza 6 novembre 2012 (Ekoglasnost contro Bulgaria).